# Metriocnemus adjectus
Metriocnemus adjectus är en tvåvingeart som först beskrevs av Tokunaga 1964.  Metriocnemus adjectus ingår i släktet Metriocnemus och familjen fjädermyggor. Inga underarter finns listade i Catalogue of Life.